# Катастрофа ATR 72 в аеропорту Пенху
Авіакатастрофа рейсу 222 TransAsia Airways (GE222/TNA222), яка трапилася 23 липня 2014 року при заході літака ATR 72-500 на аварійну посадку на архіпелазі Пенху. Повідомляється, що літак врізався в землю в районі населеного пункту Хуси. При цьому він пошкодив два будинки, які загорілися.
За попередньою версією, причиною авіакатастрофи стали погані погодні умови. Останні кілька днів у регіоні бушував тайфун «Раммасун», що забрав десятки людських життів.
За повідомленням видання AP, катастрофа сталася в результаті другої спроби літака приземлитися в штормову погоду. У першій половині дня у вівторок Тайвань був охоплений тайфуном Матмо, і Центральна метеослужба винесла попередження про сильні дощі в другій половині дня.

## Пасажири та екіпаж
На борту знаходилось 54 пасажири, серед яких четверо — діти. Екіпаж складався з 4 осіб.
| Країна           | Пасажири | Екіпаж | Всього |
| ---------------- | -------- | ------ | ------ |
| Франція          | 2        | 0      | 2      |
| Республіка Китай | 52       | 4      | 56     |
| Всього           | 54       | 4      | 58     |